# Hymenostomum
Hymenostomum là một chi rêu trong họ Pottiaceae.